# Моняк
Моняк (Мнеакос, Мнияк греческих источников) — средневековая болгарская крепость в восточных Родопах, одна из крупнейших в регионе — с общей защищённой площадью около 5 гектар. Стены крепости достигали 7-8 м, а длина сохранившегося фрагмента внешней стены — 270 м.
Крепость находится на вершине Шеста-Крепост (букв. «шестая крепость», 586 м над уровнем моря) в 12 км к востоку от Кырджали у с. Широко-Поле. Местность административно относится к общине Кырджали. Одна из главных достопримечательностей Кырджалийской области (в том числе из-за открывающегося с вершины вида на водохранилище Студен-Кладенец и окрестности).
В крепости, по-видимому, находилась резиденция византийского управителя области Ахрида. Территория к 1199 году была отвоёвана при царе Калояне у Византии и стала базой атак Болгарского царства на Латинскую империю.
В этой местности проходили крестоносцы четвёртого крестового похода — и на левом берегу Арды под крепостью Мнеакос (Моняк) располагался лагерь, в котором был избран регентом Латинской империи Анри, впоследствии коронованный и известный как Генрих I Фландрский. Осенью 1207 года через Родопы со стороны Салоник перешли войска Бонифация Монферратского, соблазнившегося слухами о богатстве Ахридской области. Местные жители однако устроили засаду, убили Бонифация и отправили его голову болгарскому царю Калояну.
Крепость была построена для охраны перевала Железные Ворота (Железните врата) и подходов к городу, располагавшемуся в долине Арды в районе новых кварталов современного Кырджали, где найден и частично восстановлен христианский монастырь той же эпохи. Неоднократно переходила от болгар к византийцам и обратно, пришла в упадок в результате османского завоевания.
На противоположном берегу Арды, в прямой видимости крепости Моняк, находится Вишеград — наиболее сохранившаяся средневековая крепость в этом районе.
В 2006 году были отпущены средства на оборудования дороги до крепости. Однако грунтовая дорога в настоящее время проходима только на внедорожнике, обыкновенно туристам предлагают подняться к крепости от с. Широко-Поле пешком (около 2 км пути).
Рассматривается перспектива реставрации (реконструкции) части крепостной стены, чтобы дать посетителям представление о том, как она могла выглядеть в прошлом.

Снимки от Моняк
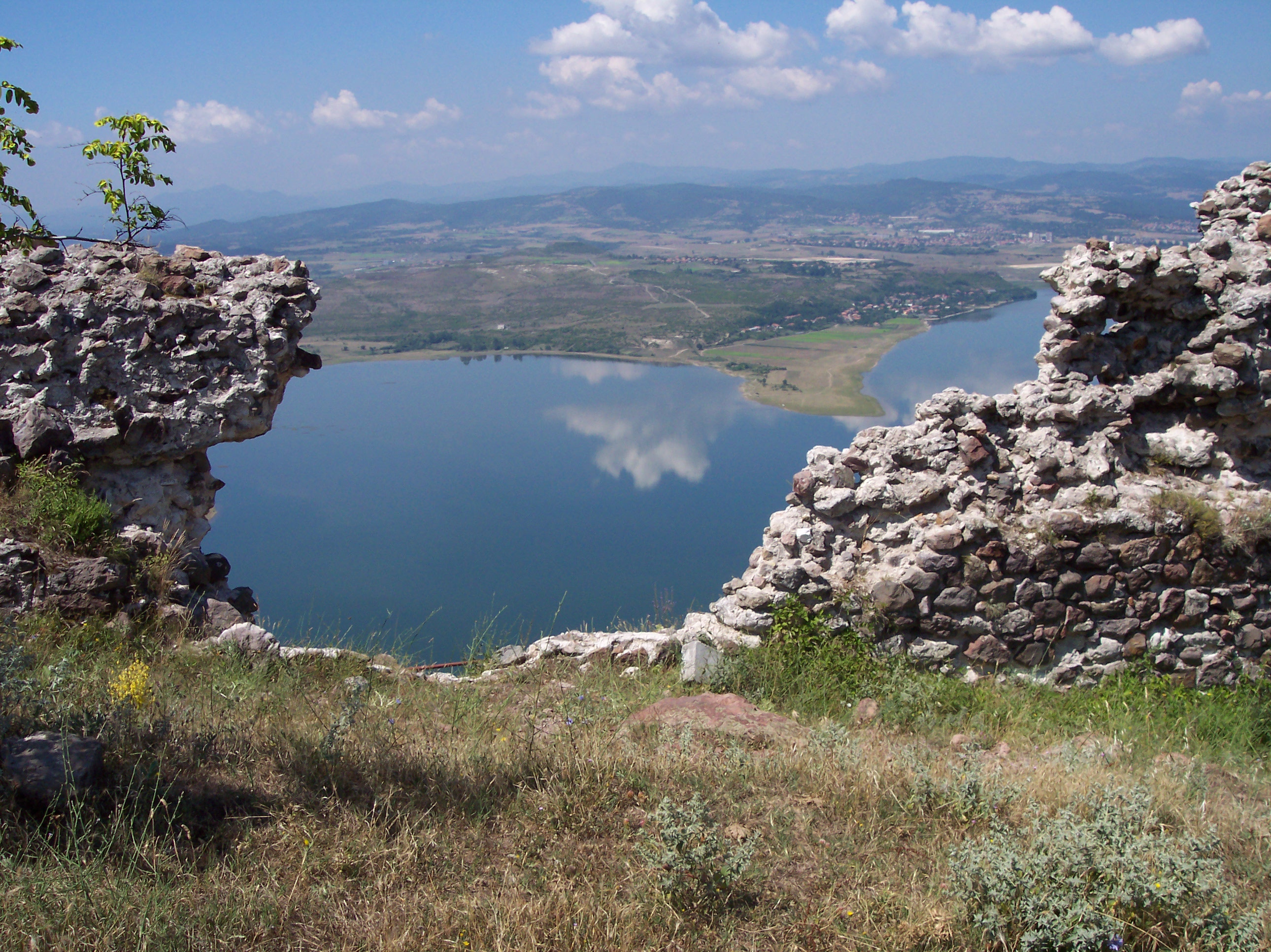
Вид от Моняка
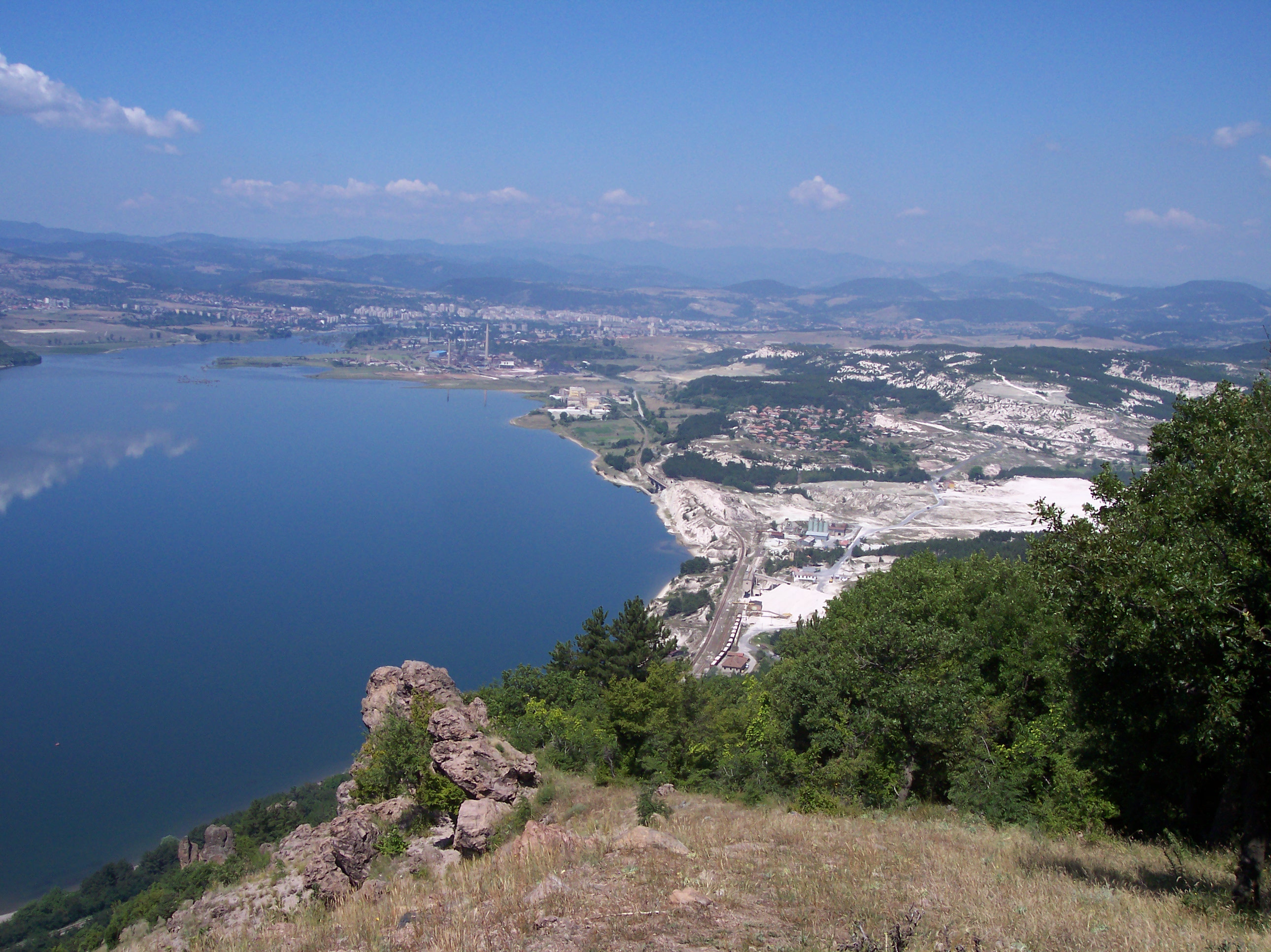
Вид на завод Бентонит и СЦК
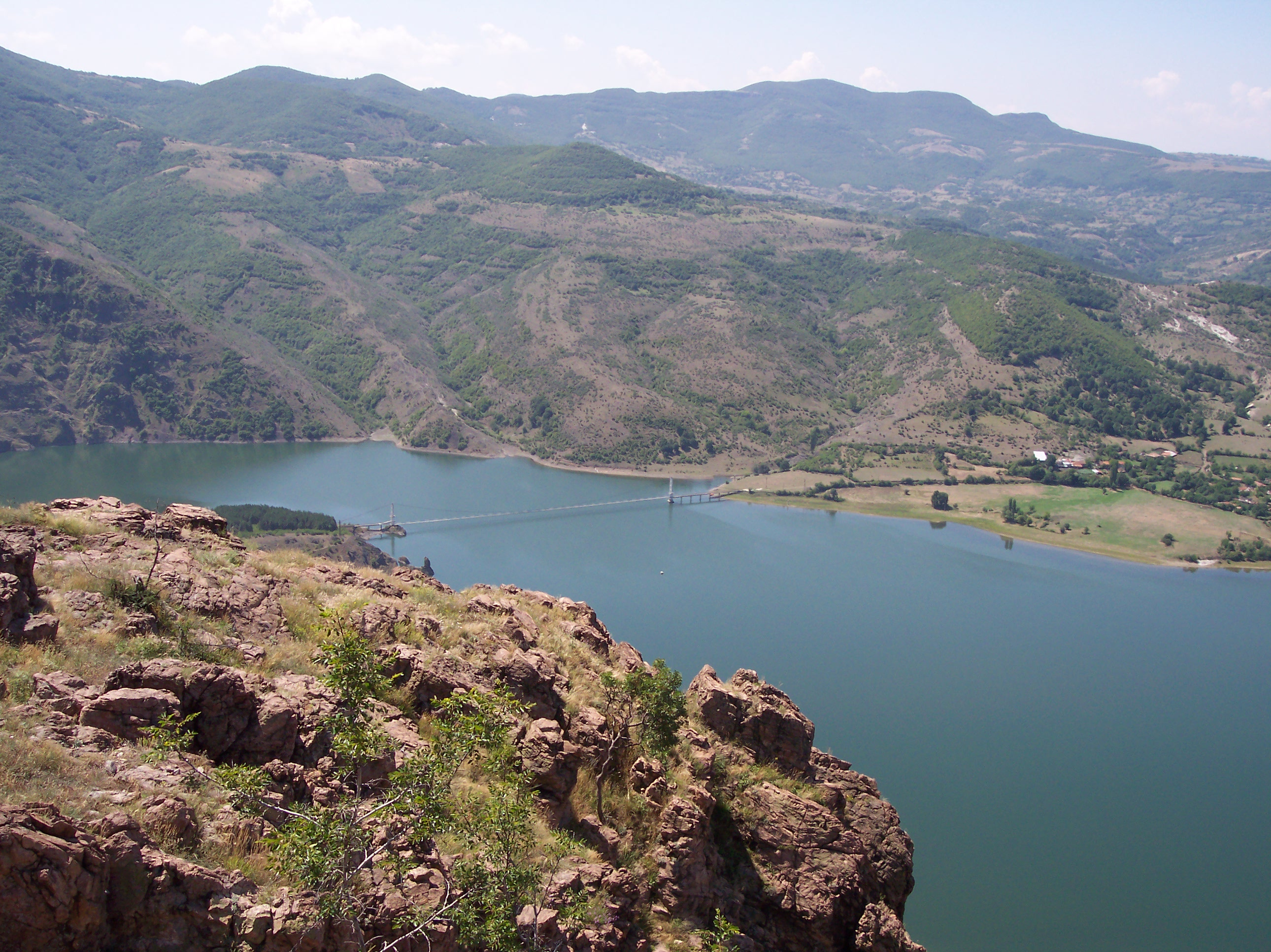
Вид в сторону с. Лисиците
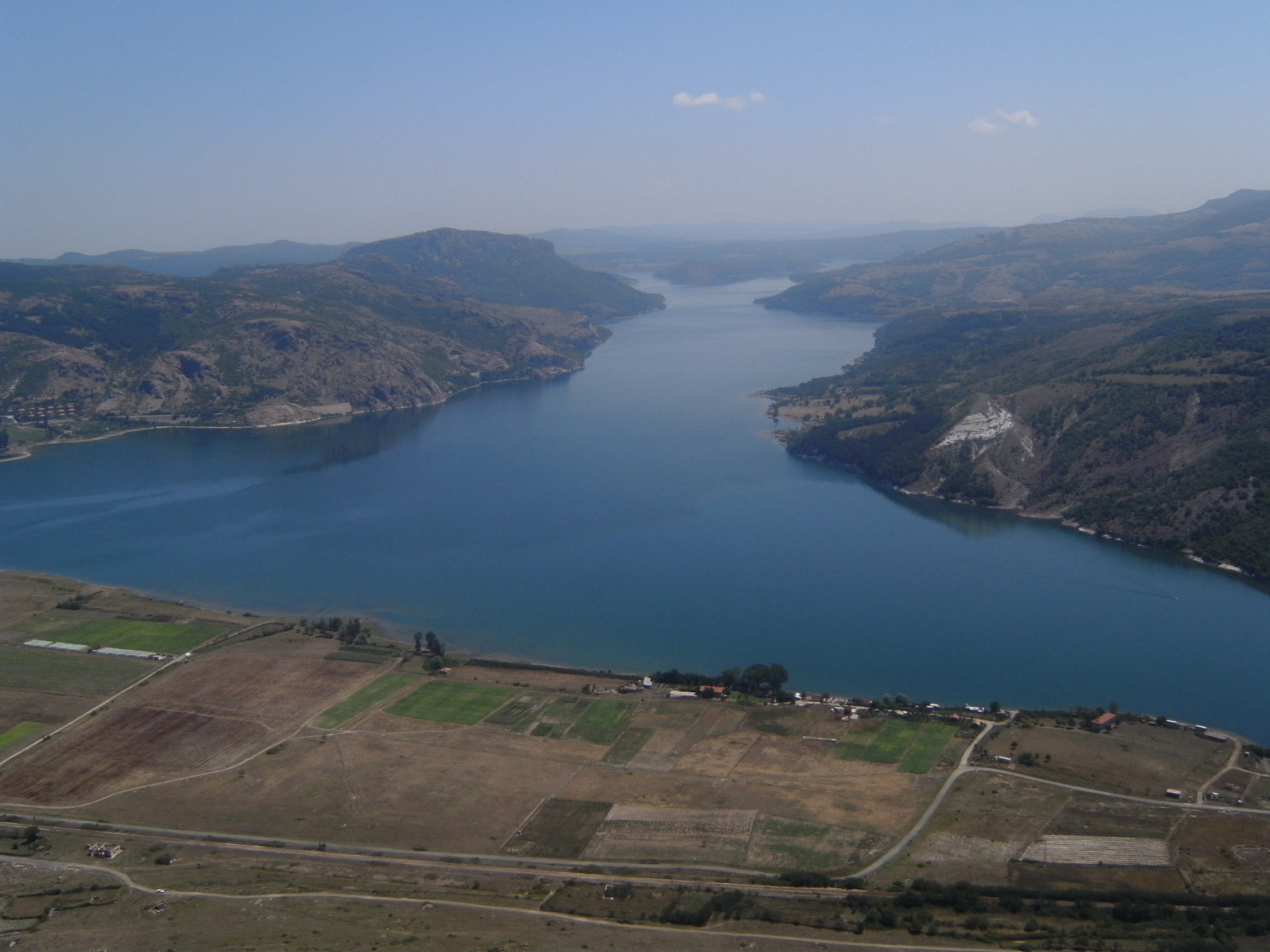
Вид на вдхр. Студен-Кладенец
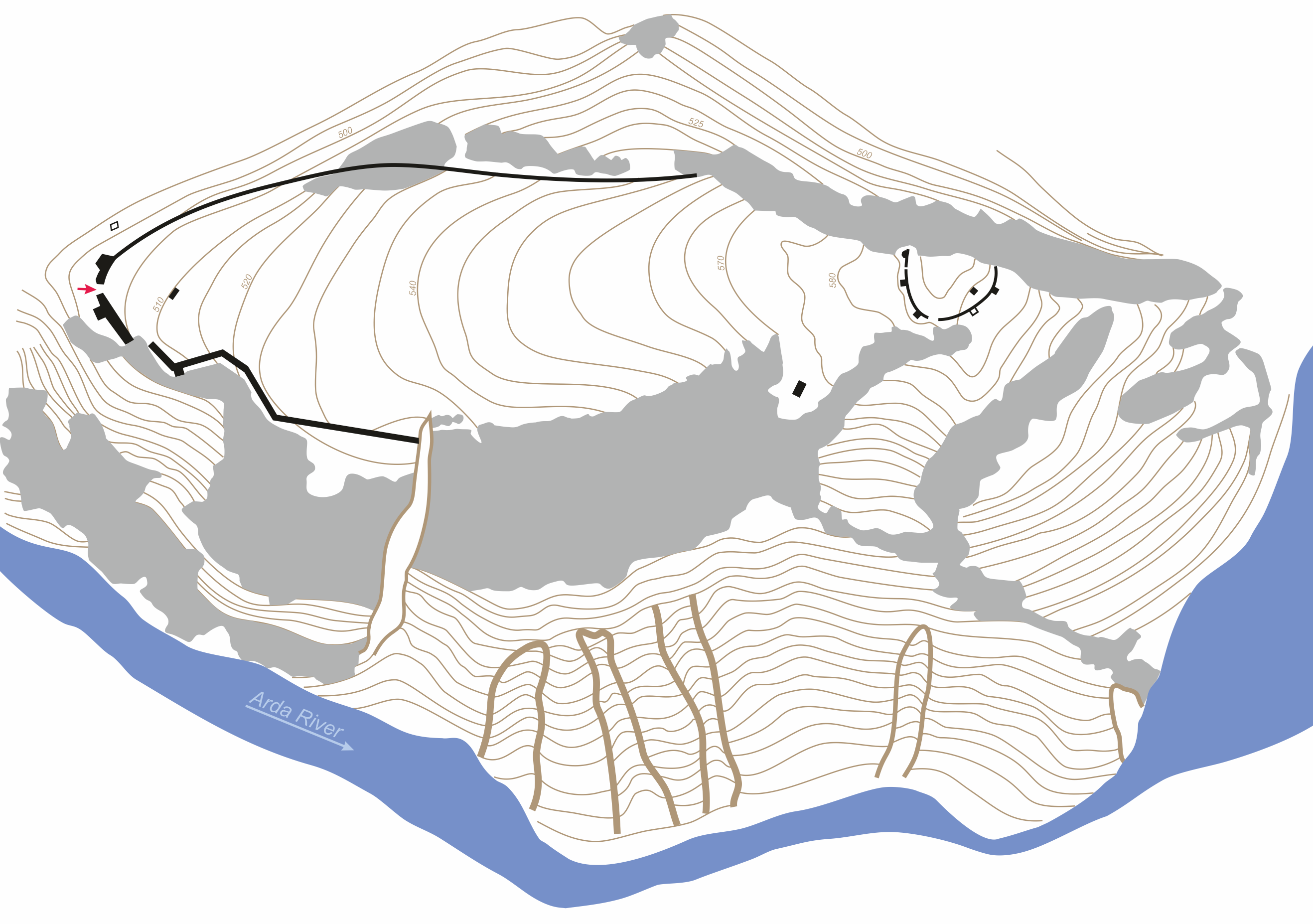
План крепости